# Shrikrishna Upadhyay
Shrikrishna Upadhyay, född juni 1945 är en nepalesisk entreprenör och ekonom. Han startade organisationen SAPPROS 1991.

## Biografi
Upadhyay föddes i Nepal i juni 1945 och studerade i USA och tog en magisterexame i ekonomi. Han anställdes i Agricultural Development Bank of Nepal och var ordförande i dess styrelse 1982-1990. Han insåg att utveckling som styrdes uppifrån inte fungerade och tog därför initiativ till Small Farmer Development Programme 1975. 

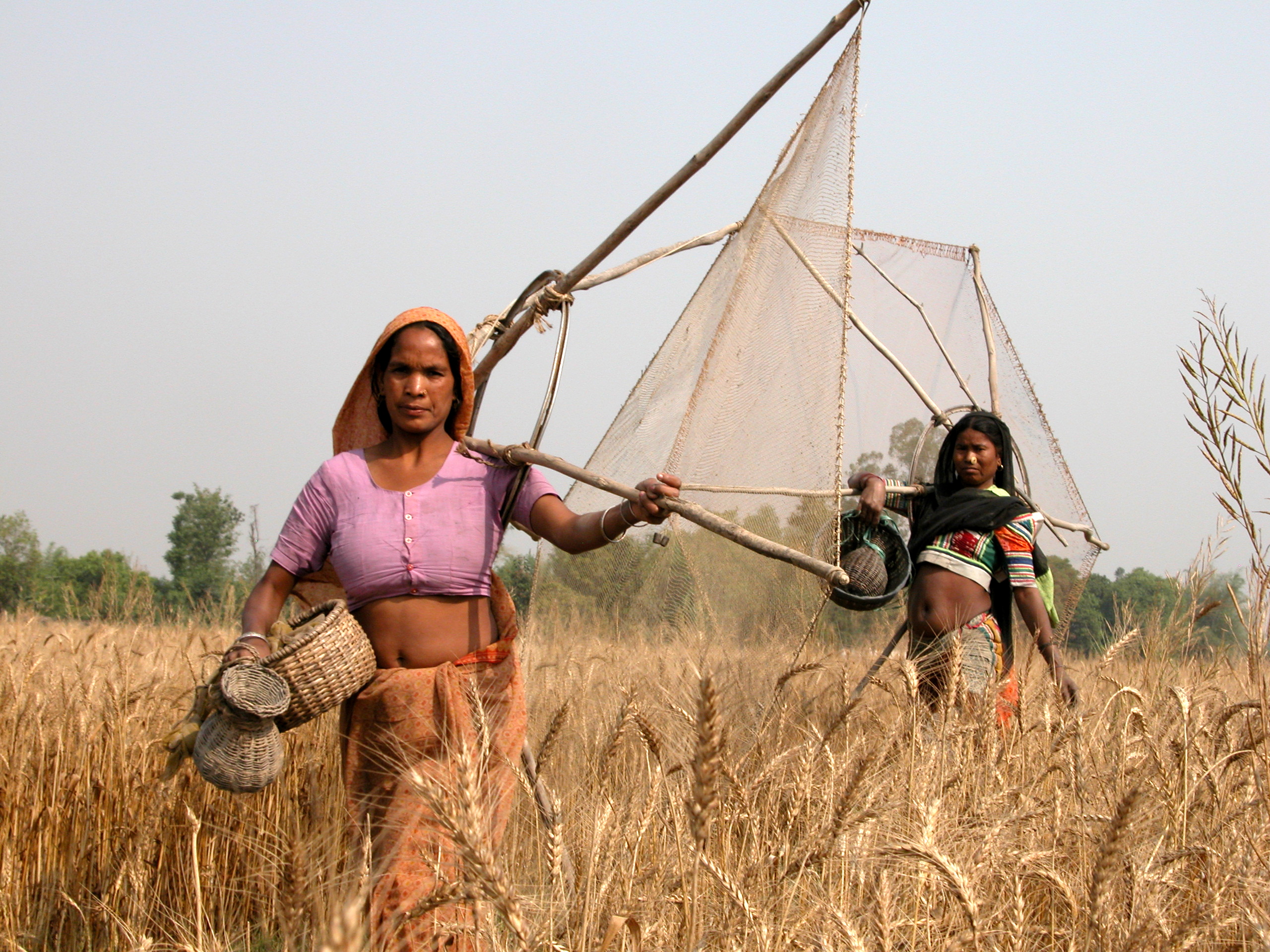
Småbrukare i Nepal

SFDP arbetade med mikrolån, dricksvattenförsörjning, trädplantering och social mobilisering med kurser och läs- och skrivkurser, vilket gav betydande resultat. 1991 grundade Upadhyay SAPPROS och blev organisationens styrelseordförande. 31 procent av Nepals befolkning levde i extrem fattigdom. Organisationens strategi blev att möjliggöra för fattiga människor att bli självförsörjande genom lokalt beslutsfattande. År 2010 fanns SAPPROS i tolv distrikt i nordvästra Nepal, 273 kooperativ med sammanlagt 1.3 miljoner medlemmar varav 40% var kvinnor.